# 九二式戦闘機
九二式戦闘機 KDA-5
- 用途：戦闘機
- 設計者：リヒャルト・フォークト[1]
- 製造者：川崎[1]
- 運用者：日本陸軍[1]
- 初飛行：1930年
- 生産数：385機

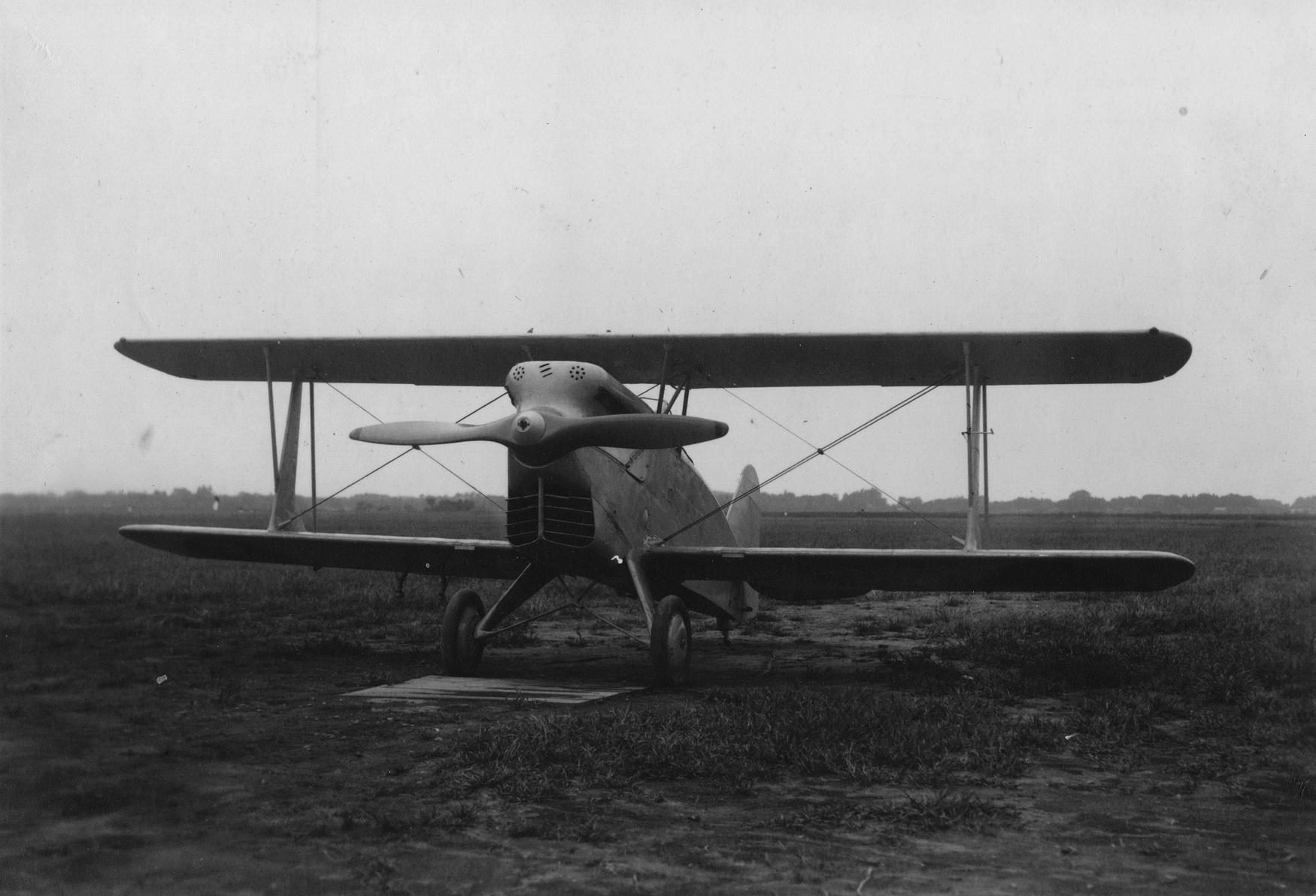
九二式戦闘機

九二式戦闘機（きゅうにしきせんとうき、KDA-5）は、1930年代前半に川崎で開発生産された日本陸軍の戦闘機である。機体名称の「KDA」は「Kawasaki Dockyard, Army」の略。

## 概要
1927年（昭和2年）の新型戦闘機の競争試作に敗れた（勝者は中島の九一式戦闘機）川崎では、巻き返しを狙うため新型戦闘機の設計をドイツ人のリヒャルト・フォークト技師に依頼した。
フォークト技師は土井武夫技師を補佐として1929年（昭和4年）6月から設計開始し、1930年（昭和5年）7月に試作1号機が完成した。完成した機体は、ジュラルミン製の主翼桁の採用や全金属製モノコック構造の胴体など、それまでの機体になかった新機軸が盛り込まれていた。そして、試作1号機はテスト飛行時に高度10000m到達や最大速度320 km/hの日本記録を樹立するなどの優秀な性能を示した。
その後、試作3号機まで生産され審査が続けられたものの、墜落事故の発生や機体の強度不安の問題の発覚、優れた性能の九一式戦闘機の生産、配備開始等の事情から、本機の実用化は困難という意見が陸軍内で出るようになった。しかし1931年（昭和6年）の満州事変勃発にともない、戦闘機を短期間に大量に配備する必要が出てきたため、陸軍では本機の第2次審査を急ぎエンジンの信頼性の向上や機体各部の強化等の改良を行った後、1932年（昭和7年）10月には九二式戦闘機として制式採用された。これには液冷・水冷エンジンメーカーとしての川崎の育成を図るという目的もあった。
エンジンはドイツのBMWが開発したBMW VIを川崎で改良した国産の「ベ式五〇〇馬力発動機」を搭載した。
量産は既に同年の1月から開始されており、制式採用後本格的な量産体制にはいった。このため、部隊配備が始まった頃には戦闘が終了しており、実際に戦場には出ることはなかった。
速度性能と上昇力に優れた日本陸軍最初の防空戦闘機とも言える機体だったが、搭載していた国産BMWエンジンの信頼性が低く、整備も難しく稼働率は低かったと言われている。第一線を退いた後は、練習戦闘機として利用された。1935年頃まで運用された。
九二式戦闘機には搭載エンジンの異なる一型と二型があり、総生産機数は一型が約180機、二型が約200機の計385機であった。本機の開発と運用時の問題点は、後の九五式戦闘機の開発に役立つことになった。

## 諸元
- 乗員： パイロット 1 名
- 全長： 7.20m
- 全幅： 9.50 m
- 全高： 3.16 m
- 主翼面積： 24.0m2
- 自重： 1280 kg
- 全備重量： 1700 kg
- エンジン：
  - （一型）： ベ式五〇〇馬力発動機一型（BMW-6改） 水冷V型12気筒エンジン （630 hp、公称500 hp）×1
  - （二型）： ベ式五〇〇馬力発動機二型（BMW-7） 水冷V型12気筒エンジン （750 hp、公称600 hp）×1
- 最大速度： 355 km/h
- 巡航速度： 300 km/h
- 航続距離： 700 km
- 実用上昇限度： 8500 m
- 上昇率： 5000/8'00"
- 武装： 7.7mm機関銃×2